# Sissy Spacek
Mary Elizabeth "Sissy" Spacek (Quitman, Texas, 25 desembre de 1949) és una actriu, cantant i decoradora estatunidenca. El 1981, rep l'Oscar a la millor actriu per a la seva interpretació de la cantant de country Loretta Lynn a Coal Miner's Daughter de Michael Apted. Nascuda a Texas, té ascendència txeca i anglesa. És cosina de l'actor Rip Torn. La seva filla Schuyler Fisk també és actriu. Spacek és una fervent lluitadora pels drets de la dona.
Spacek va començar al món del cinema de la mà de Torn, que ja era actor i gràcies al qual va poder inscriure's a l'Actors Studio i en el Lee Strasberg Institute de Nova York. El seu primer paper va ser a la pel·lícula  Prime Cut (1972), en la qual interpretava el paper d'una dona venuda en el tràfic de blanques.
El seu primer paper notable va ser a la pel·lícula Badlands (1973), on va conèixer al director artístic Jack Fisk, amb qui es casaria posteriorment.
El paper amb què es donaria a conèixer mundialment va ser el de Carrie a la pel·lícula Carrie (1976), per la que va ser nominada a l'Oscar a la millor actriu. Encara que aquell any no el va guanyar, el 1980 ho va aconseguir pel seu paper a la pel·lícula Coal Miner's Daughter, on interpretava a l'estrella del country Loretta Lynn.
També va ser nominada a un Grammy per la seva interpretació en la banda sonora d'aquella pel·lícula.
Més recentment, se l'ha vist en pel·lícules com Missing (1982), The River  (1984), Crimes of the Heart  (1986), JFK (1991), Aflicció (1997), The Straight Story  (1999), o  In the Bedroom  (2001).

## Filmografia
- 1970: Trash, de Paul Morrissey
- 1972: Prime Cut, de Michael Ritchie
- 1973: Love, American Style (sèrie TV) (episodi Love and the Old Lover)
- 1973: The Girls of Huntington House, d'Alf Kjellin (TV)
- 1973: The Waltons (sèrie TV) (episodis The Townie i The Odyssey)
- 1973: Badlands, de Terrence Malick
- 1973: The Rookies (sèrie TV) (episodi Sound of Silence)
- 1974: The Migrants, de Tom Gries (TV)
- 1974: Ginger in the Morning, de Gordon Wiles
- 1975: Katherine, de Jeremy Kagan (TV)
- 1976: Carrie, de Brian De Palma
- 1976: Benvingut a Los Angeles (Welcome to L.A.), d'Alan Rudolph
- 1977: 3 Women, de Robert Altman
- 1978: Verna: USO Girl, de Ronald F. Maxwell (TV)
- 1980: Heart Beat, de John Byrum
- 1980: Coal Miner's Daughter, de Michael Apted
- 1981: Raggedy Man, de Jack Fisk
- 1982: Missing, de Costa-Gavras
- 1983: L'home amb dos cervells (The Man with Two Brains), de Carl Reiner: Anne Uumellmahaye (veu)
- 1984: The River, de Mark Rydell
- 1985: Marie, de Roger Donaldson
- 1986: Les violetes son blaves (Violets Are Blue…), de Jack Fisk
- 1986: Goodnight Mother, de Tom Moore
- 1986: Crimes of the Heart, de Bruce Beresford
- 1990: The Long Walk Home, de Richard Pearce
- 1991: Hard Promises, de Martin Davidson
- 1991: JFK, d'Oliver Stone
- 1992: A Private Matter, de Joan Micklin Silver (TV)
- 1994: A Place for Annie, de John Gray (TV)
- 1994: Trading Mom, de Tia Brelis
- 1995: The Good Old Boys, de Tommy Lee Jones (TV)
- 1995: The Grass Harp, de Charles Matthau
- 1995: Streets of Laredo, de Joseph Sargent (fulletó TV)
- 1996: Beyond the Call, de Tony Bill (TV)
- 1996: If These Walls Could Talk, de Cher i Nancy Savoca (TV)
- 1997: Aflicció (Affliction), de Paul Schrader
- 1999: Buscant l'Eva (Blast from the Past), de Hugh Wilson
- 1999: The Straight Story, de David Lynch
- 2000: Songs in Ordinary Time, de Rod Holcomb (TV)
- 2001: In the Bedroom, de Todd Field
- 2001: Midwives, de Glenn Jordan (TV)
- 2002: Last Call, sèrie de Henry Bromell (TV)
- 2002: Tuck Everlasting, de Jay Russell
- 2004: A Home at the End of the World, de Michael Mayer
- 2005: Gray Matters, de Sue Kramer
- 2005: Nou vides (Nine Lives), de Rodrigo García
- 2005: The ring 2, d'Hideo Nakata
- 2005: Summer Running: The Race to Cure Breast Cancer, de Scott Mactavish
- 2005: En terra d'homes (North Country), de Niki Caro
- 2005: Malefici (An American Haunting), de Courtney Solomon
- 2006: Summer Running: The Race to Cure Breast Cancer: Flora Good
- 2006: Gray Matters: Dra. Sydney
- 2007: Hot Rod: Marie Powell
- 2007: Pictures of Hollis Woods (TV): Josie Cahill
- 2008: Four Christmases de Seth Gordon: Paula
- 2010: Get Low, d'Aaron Schneider: Mattie Darrow
- 2011: The Help de Taylor Tate: Missus Walters
- 2012: Blackbird, de Stefan Ruzowitzky: June
- 2018: The Old Man and The Gun de David Lowery: Jewel
- 2018: Homecoming (sèrie de televisió)

## Premis i nominacions
Premis
- 1977. Menció especial pel seu paper a Carrie al Festival internacional de cinema fantàstic d'Avoriaz
- 1981. Oscar a la millor actriu per Coal Miner's Daughter
- 1981. Globus d'Or a la millor actriu musical o còmica per Coal Miner's Daughter
- 1987. Globus d'Or a la millor actriu musical o còmica per Crimes of the Heart
- 2002. Globus d'Or a la millor actriu dramàtica per In the Bedroom

Nominacions
- 1975. BAFTA a la millor nova promesa per Badlands
- 1977. Oscar a la millor actriu per Carrie
- 1982. BAFTA a la millor actriu per Coal Miner's Daughter
- 1982. Globus d'Or a la millor actriu dramàtica per Raggedy Man
- 1983. Oscar a la millor actriu per Missing
- 1983. Globus d'Or a la millor actriu dramàtica per Missing
- 1983. BAFTA a la millor actriu per Missing
- 1985. Oscar a la millor actriu per The River
- 1985. Globus d'Or a la millor actriu dramàtica per The River
- 1987. Oscar a la millor actriu per Crimes of the Heart
- 1995. Primetime Emmy a la millor actriu secundària en minisèrie o especial per The Good Old Boys
- 2002. Oscar a la millor actriu per In the Bedroom
- 2002. BAFTA a la millor actriu per In the Bedroom
- 2002. Primetime Emmy a la millor actriu secundària en minisèrie o telefilm per Last Call
- 2008. Globus d'Or a la millor actriu en minisèrie o telefilm per Pictures of Hollis Woods
- 2010. Primetime Emmy a la millor actriu convidada en sèrie dramàtica per Big Love